# إيملي بورنس
إيملي بورنس (بالإنجليزية: Emily Burns)‏ هي مغنية مؤلفة بريطانية، ولدت في 22 سبتمبر 1994.

## وصلات خارجية
- إيملي بورنس على موقع ميوزك برينز (الإنجليزية)